# La Cresse
La Cresse est une commune française située dans le département de l'Aveyron en région Occitanie.
Le patrimoine architectural de la commune comprend un immeuble protégé au titre des monuments historiques : l'église Saint-Martin, classée en 1984.

## Géographie

### Généralités

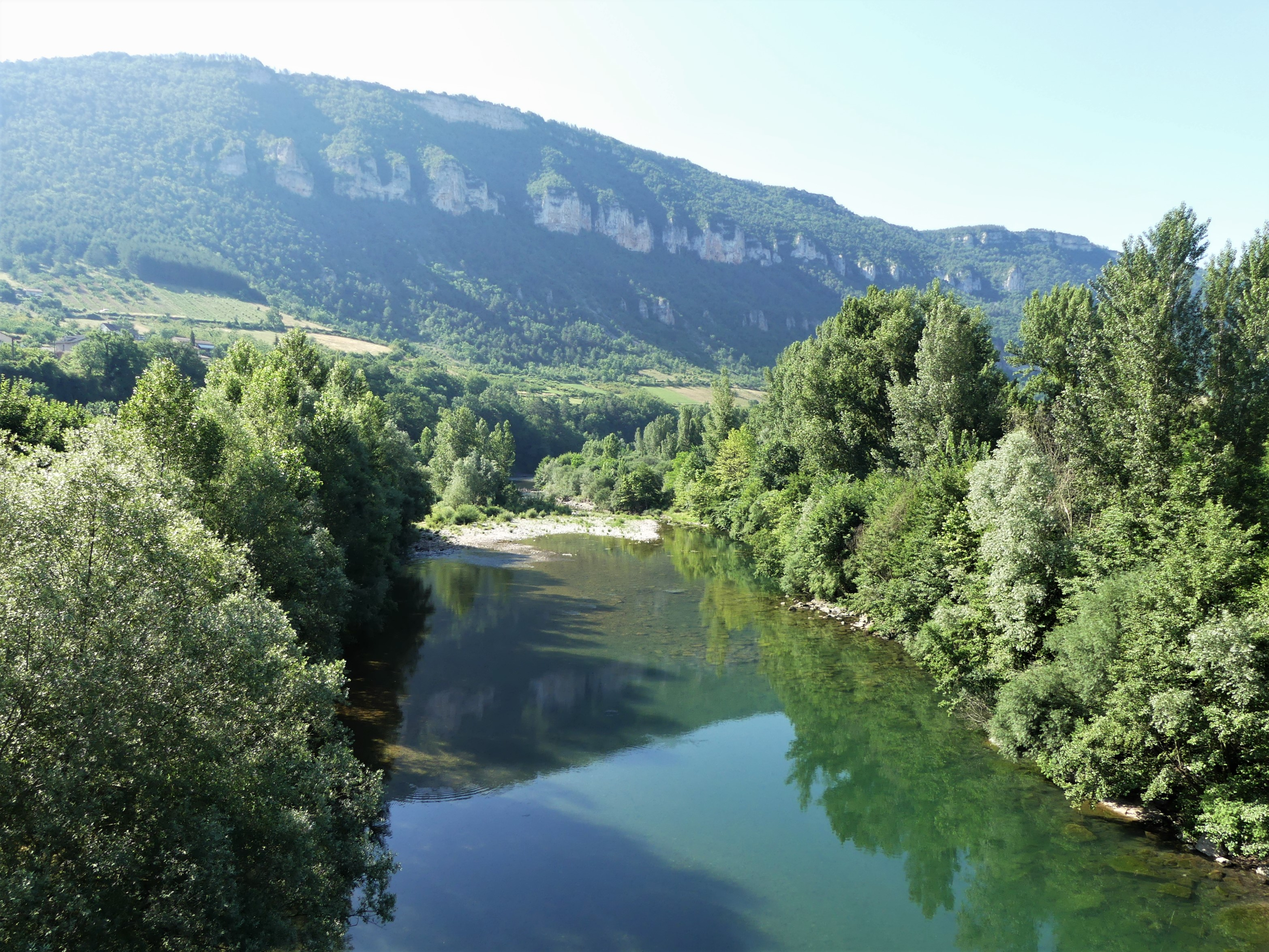
Le Tarn en limite de La Cresse et de Compeyre.

Dans le quart sud-est du département de l'Aveyron, la commune de La Cresse est située dans la vallée du Tarn, dans la partie aval des gorges du Tarn. Son territoire s'étend sur 19,06 km2, notamment sur les corniches du causse Noir, qui font partie de la réserve de biosphère des Cévennes. Elle est bordée sur cinq kilomètres au nord et à l'ouest par le Tarn qui sert de limites avec les communes de Rivière-sur-Tarn et de Compeyre.
En rive gauche du Tarn et traversé par la route départementale (RD) 187, le bourg de La Cresse est situé, en distances orthodromiques, dix kilomètres au nord-nord-est du centre-ville de Millau. Dominé par les ruines du château médiéval de Caylus, le village est entouré de vergers de cerisiers (existence d'une coopérative fruitière de cerises). La faible population de la commune est regroupée au sein de ce bourg construit au creux d'un vallon, du hameau de Pinet situé à deux kilomètres au nord-est, et de celui du Sonnac situé sur le plateau du causse Noir.
La principale voie d'accès est la RD D187 qui traverse la commune en longeant la rive gauche du Tarn. Elle est accessible depuis la RD 907 (la route de Millau) qui longe la rive droite du Tarn, par une courte bretelle, la RD 512, et son pont qui franchit le Tarn.
L'altitude minimale, 372 mètres, se trouve localisée à l'extrême ouest, là où le Tarn quitte la commune et sert de limite entre celles de Compeyre et de Paulhe. L'altitude maximale avec 868 mètres est située dans le sud, à 150 mètres du territoire communal de Millau, près du lieu-dit les Avellongs.

### Communes limitrophes
Au nord-est, son territoire est distant de moins de quarante mètres de celui de Mostuéjouls.
La Cresse est limitrophe de six autres communes.
|          | Rivière-sur-Tarn |                            |
| Compeyre | La Cresse        | Peyreleau                  |
| Paulhe   | Millau           | La Roque-Sainte-Marguerite |

### Climat
Pour des articles plus généraux, voir Climat de l'Occitanie et Climat de l'Aveyron.
En 2010, le climat de la commune est de type climat des marges montargnardes, selon une étude s'appuyant sur une série de données couvrant la période 1971-2000. En 2020, Météo-France publie une typologie des climats de la France métropolitaine dans laquelle la commune est exposée à un climat de montagne et est dans la région climatique Sud-est du Massif Central, caractérisée par une pluviométrie annuelle de 1 000 à 1 500 mm, minimale en été, maximale en automne.
Pour la période 1971-2000, la température annuelle moyenne est de 11,7 °C, avec une amplitude thermique annuelle de 16,2 °C. Le cumul annuel moyen de précipitations est de 1 272 mm, avec 10,5 jours de précipitations en janvier et 4,9 jours en juillet. Pour la période 1991-2020, la température moyenne annuelle observée sur la station météorologique la plus proche, située sur la commune de Millau à 10 km à vol d'oiseau, est de 11,2 °C et le cumul annuel moyen de précipitations est de 713,2 mm,. Pour l'avenir, les paramètres climatiques de la commune estimés pour 2050 selon différents scénarios d'émission de gaz à effet de serre sont consultables sur un site dédié publié par Météo-France en novembre 2022.

## Urbanisme

### Typologie
Au 1er janvier 2024, La Cresse est catégorisée commune rurale à habitat dispersé, selon la nouvelle grille communale de densité à 7 niveaux définie par l'Insee en 2022.
Elle est située hors unité urbaine. Par ailleurs la commune fait partie de l'aire d'attraction de Millau, dont elle est une commune de la couronne,. Cette aire, qui regroupe 23 communes, est catégorisée dans les aires de moins de 50 000 habitants,.

## Histoire
La Cresse s'appelait autrefois Caylus.
- 1789 - Caylus appartenait au royaume de France.
- 1780 - Caylus est administré par l'Aveiron.
- 1790 - La Constituante crée les départements. Caylus se trouve dans le canton de Compeyre et le district de Millau, dans le département de l'Aveiron. Caylus comptait 371 habitants.
- 1801 - Sous le Consulat[Note 2], la commune de Caylus prend le nom de La Cresse (Bulletin des Lois). Elle se situe dans le canton de Peyrelau (Peyreleau) de l'arrondissement de Milhau (Millau), dans le département de l'Aveyron.
- Entre 1820 et 1834, la commune de La Cresse disparaît, absorbée par Rivière-sur-Tarn.
- 1834 - Rivière-sur-Tarn rétrocède à La Cresse son territoire.

Ces informations proviennent de la base de données Cassini-Ehess.

## Politique et administration
| Période                                  | Période  | Identité            | Étiquette | Qualité                           |
| ---------------------------------------- | -------- | ------------------- | --------- | --------------------------------- |
| 1995                                     | en cours | Danièle Vergonnier, |           | Ancienne profession intermédiaire |
| Les données manquantes sont à compléter. |          |                     |           |                                   |

## Démographie
L'évolution du nombre d'habitants est connue à travers les recensements de la population effectués dans la commune depuis 1793. Pour les communes de moins de 10 000 habitants, une enquête de recensement portant sur toute la population est réalisée tous les cinq ans, les populations de référence des années intermédiaires étant quant à elles estimées par interpolation ou extrapolation. Pour la commune, le premier recensement exhaustif entrant dans le cadre du nouveau dispositif a été réalisé en 2004.

En 2022, la commune comptait 323 habitants, en évolution de +3,19 % par rapport à 2016 (Aveyron : +0,37 %, France hors Mayotte : +2,11 %).
| 1793 | 1800 | 1836 | 1841 | 1846 | 1851 | 1856 | 1861 | 1866 |
| ---- | ---- | ---- | ---- | ---- | ---- | ---- | ---- | ---- |
| 371  | 398  | 455  | 451  | 456  | 459  | 420  | 415  | 416  |

| 1872 | 1876 | 1881 | 1886 | 1891 | 1896 | 1901 | 1906 | 1911 |
| ---- | ---- | ---- | ---- | ---- | ---- | ---- | ---- | ---- |
| 366  | 397  | 404  | 379  | 410  | 407  | 404  | 371  | 330  |

| 1921 | 1926 | 1931 | 1936 | 1946 | 1954 | 1962 | 1968 | 1975 |
| ---- | ---- | ---- | ---- | ---- | ---- | ---- | ---- | ---- |
| 269  | 270  | 254  | 254  | 230  | 212  | 246  | 239  | 214  |

| 1982 | 1990 | 1999 | 2004 | 2006 | 2009 | 2014 | 2019 | 2022 |
| ---- | ---- | ---- | ---- | ---- | ---- | ---- | ---- | ---- |
| 231  | 255  | 273  | 300  | 301  | 326  | 318  | 324  | 323  |

De 1820 à 1834, la population de La Cresse n'est pas connue car la commune avait été absorbée par Rivière-sur-Tarn. Des recensements opérés depuis 1793, on observe un pic atteint en 1851 avec 459 habitants.

## Économie

### Revenus
En 2018  (données Insee publiées en septembre 2021), la commune compte 150 ménages fiscaux, regroupant 329 personnes. La médiane du revenu disponible par unité de consommation est de 20 950 € (20 640 € dans le département).

### Emploi
| Division       | 2008  | 2013   | 2018  |
| -------------- | ----- | ------ | ----- |
| Commune        | 6,4 % | 10,3 % | 6,8 % |
| Département    | 5,4 % | 7,1 %  | 7,1 % |
| France entière | 8,3 % | 10 %   | 10 %  |

En 2018, la population âgée de 15 à 64 ans s'élève à 174 personnes, parmi lesquelles on compte 80,1 % d'actifs (73,3 % ayant un emploi et 6,8 % de chômeurs) et 19,9 % d'inactifs,. En  2018, le taux de chômage communal (au sens du recensement) des 15-64 ans est inférieur à celui de la France et département, alors qu'en 2008 il était supérieur à celui du département et inférieur à celui de la France.
La commune fait partie de la couronne de l'aire d'attraction de Millau, du fait qu'au moins 15 % des actifs travaillent dans le pôle,. Elle compte 33 emplois en 2018, contre 45 en 2013 et 35 en 2008. Le nombre d'actifs ayant un emploi résidant dans la commune est de 130, soit un indicateur de concentration d'emploi de 25,1 % et un taux d'activité parmi les 15 ans ou plus de 52,9 %.
Sur ces 130 actifs de 15 ans ou plus ayant un emploi, 22 travaillent dans la commune, soit 17 % des habitants. Pour se rendre au travail, 89,4 % des habitants utilisent un véhicule personnel ou de fonction à quatre roues, 0,8 % les transports en commun, 6,9 % s'y rendent en deux-roues, à vélo ou à pied et 3 % n'ont pas besoin de transport (travail au domicile).

### Activités hors agriculture

#### Secteurs d'activités
16 établissements sont implantés  à la Cresse au 31 décembre 2019.
Le secteur du commerce de gros et de détail, des transports, de l'hébergement et de la restauration est prépondérant sur la commune puisqu'il représente 37,5 % du nombre total d'établissements de la commune (6 sur les 16 entreprises implantées à La Cresse), contre 27,5 % au niveau départemental.

#### Entreprises
La Cresse est un village à tendance agricole qui compte actuellement pas moins de huit exploitations agricoles essentiellement en arboriculture. Ceci s'explique par le passé de la cerise dans les gorges du Tarn qui bénéficient de micro climat pour la culture des fruits, et notamment de la cerise. Une coopérative fruitière de cerises se trouve au cœur du village.

### Agriculture
La commune est dans les Grands Causses, une petite région agricole occupant le sud-est du département de l'Aveyron. En 2020, l'orientation technico-économique de l'agriculture  sur la commune est la polyculture et/ou le polyélevage.
|               | 1988 | 2000 | 2010 | 2020 |
| ------------- | ---- | ---- | ---- | ---- |
| Exploitations | 28   | 24   | 17   | 12   |
| SAU (ha)      | 275  | 773  | 546  | 408  |

Le nombre d'exploitations agricoles en activité et ayant leur siège dans la commune est passé de 28 lors du recensement agricole de 1988  à 24 en 2000 puis à 17 en 2010 et enfin à 12 en 2020, soit une baisse de 57 % en 32 ans. Le même mouvement est observé à l'échelle du département qui a perdu pendant cette période 51 % de ses exploitations,. La surface agricole utilisée sur la commune a quant à elle augmenté, passant de 275 ha en 1988 à 408 ha en 2020. Parallèlement la surface agricole utilisée moyenne par exploitation a augmenté, passant de 10 à 34 ha.

## Culture locale et patrimoine

### Patrimoine naturel

#### Parc naturel régional des Grands Causses
La Cresse se trouve dans le périmètre du Parc naturel régional des Grands Causses, un vaste territoire de 327 925 ha concernant 97 communes.

#### Causse noir
La Cresse est concernée par la zone naturelle d'intérêt écologique, faunistique et floristique de 1re génération Causse Noir qui couvre 17 131 ha de 10 communes des départements de l'Aveyron, du Gard et de la Lozère. Ce vaste espace protégé est repris à l'Inventaire national du patrimoine naturel sous la fiche ZNIEFF 730011175 - Causse Noir.

#### Corniches occidentales du Causse Noir

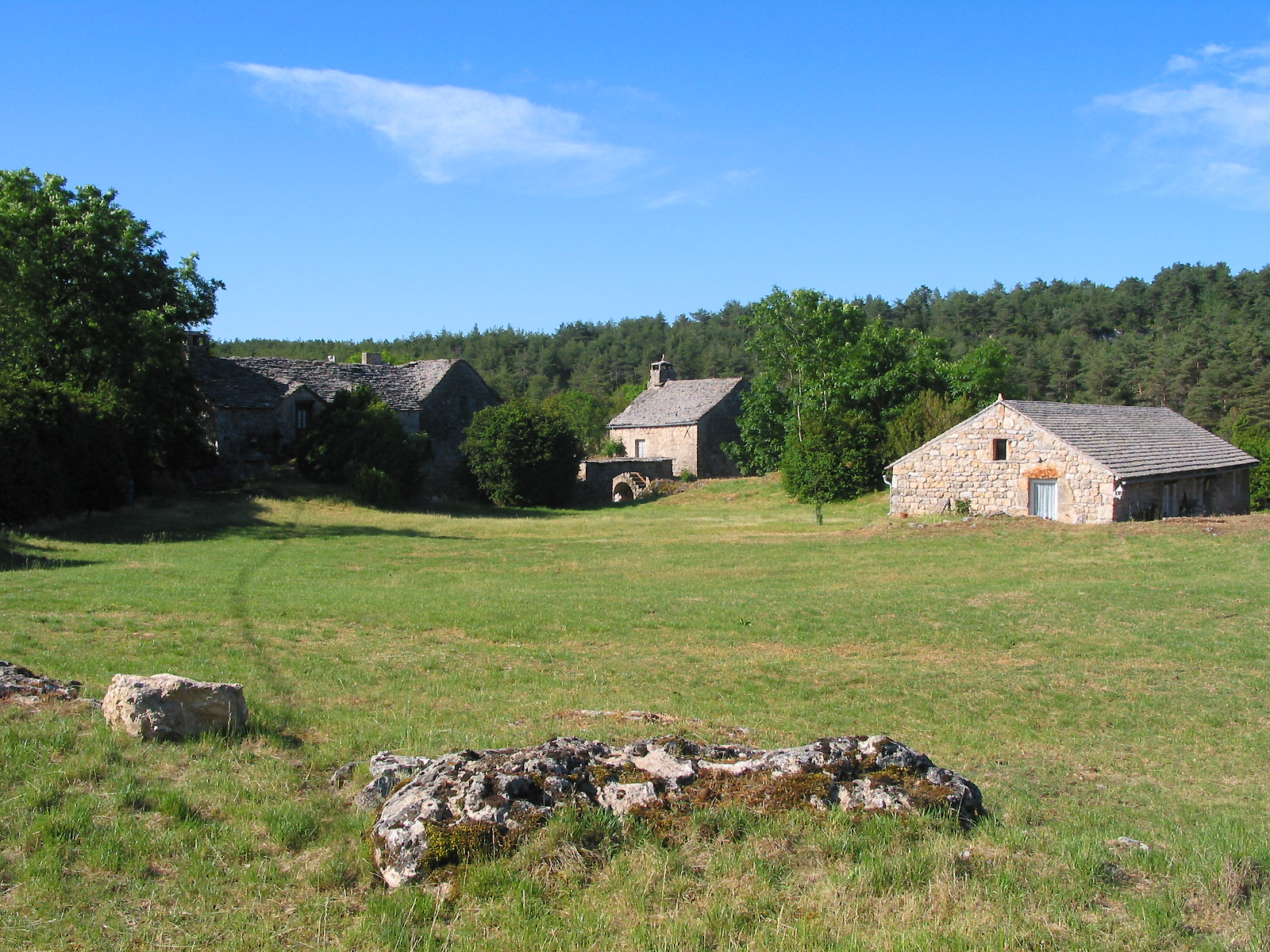
Ferme auberge la Tindelle

La Cresse est concernée par la ZNIEFF de 1re génération Corniches occidentales du Causse Noir qui couvre 1 137 ha de 6 communes du département. Cet espace protégé est repris à l'INPN sous la fiche ZNIEFF 730011173 - Corniches occidentales du Causse Noir.

#### Divers
- Le site du Caylus avec les ruines d'un château médiéval
- Les paysages, souvent insolites.
- Les vergers en fleurs sont une véritable merveille pour les yeux avec leurs dégradé de couleurs.

### Patrimoine religieux

#### Ancienne église Saint Martin
l'édifice est  Classé MH (1984)

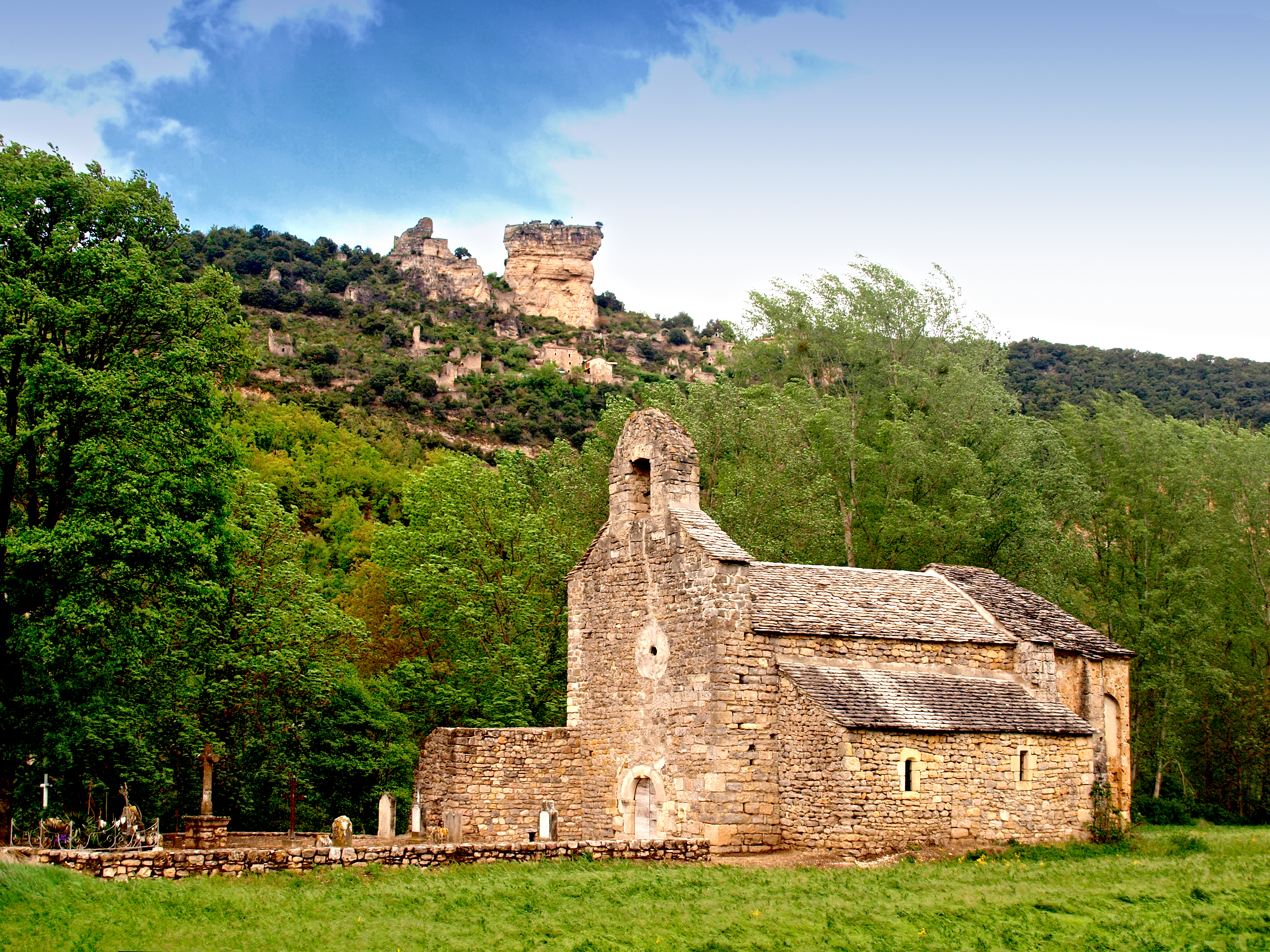
Saint-Martin de Pinet
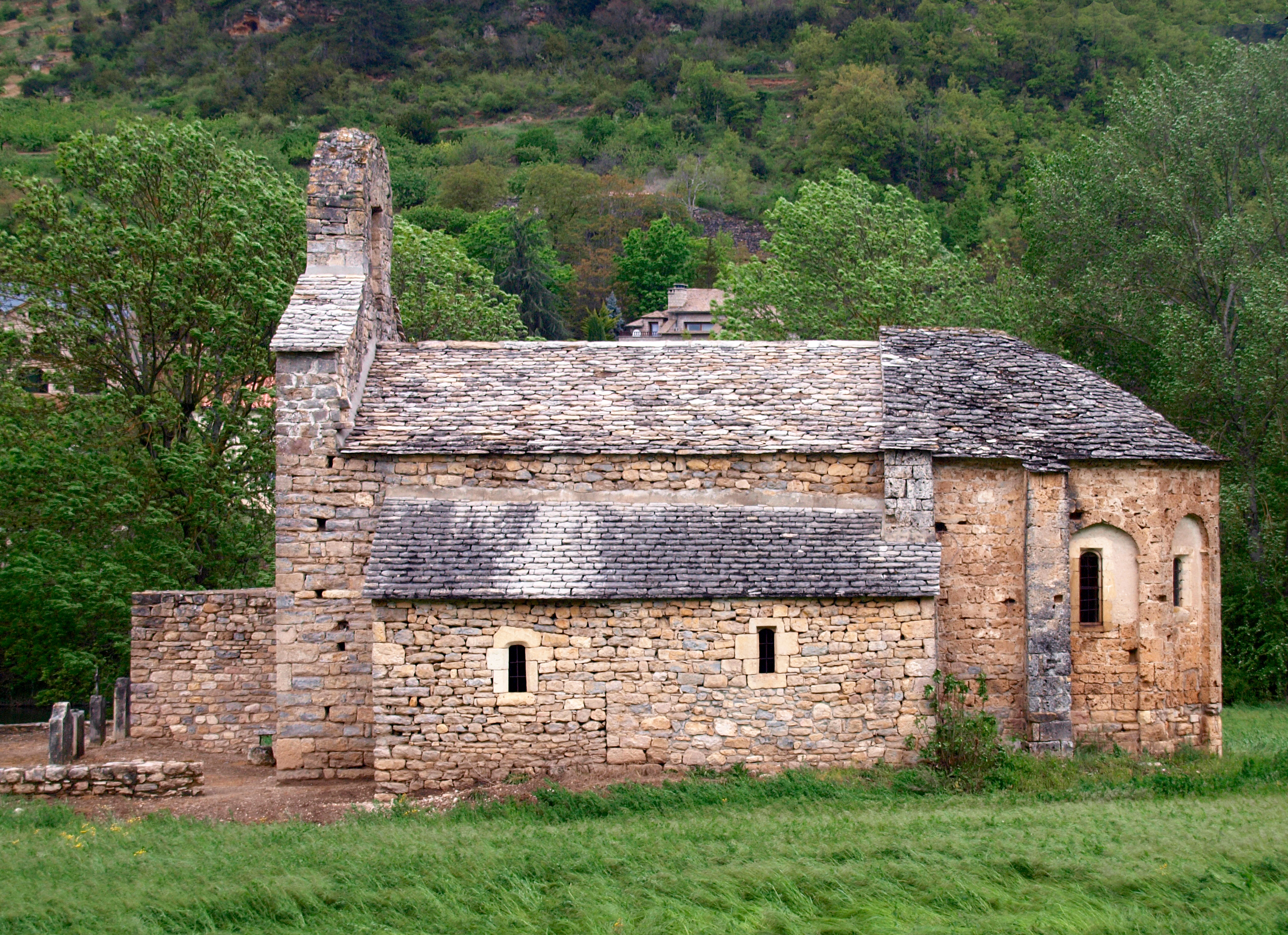
Face latérale Nord
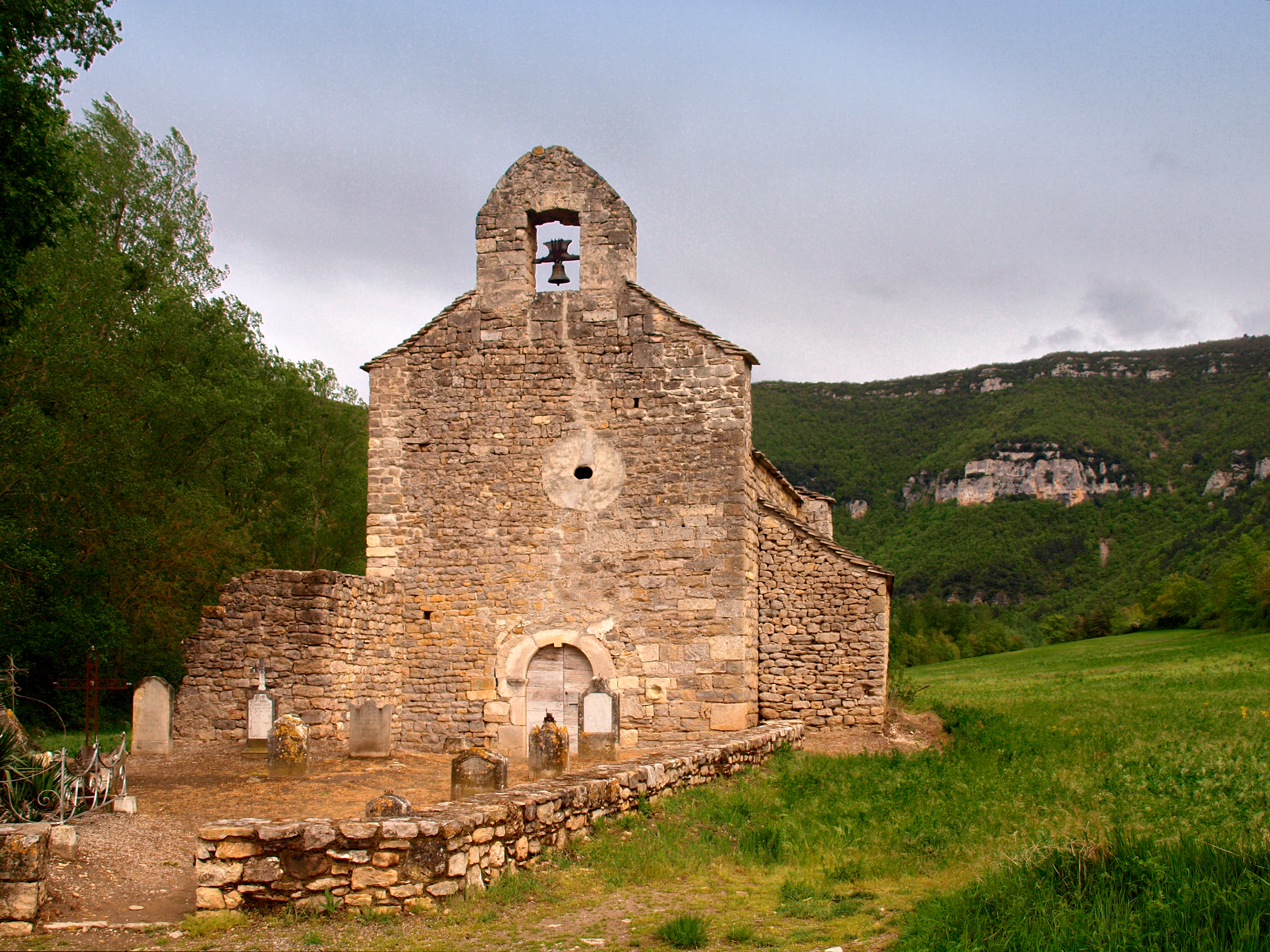
Face frontale avec le cimetière

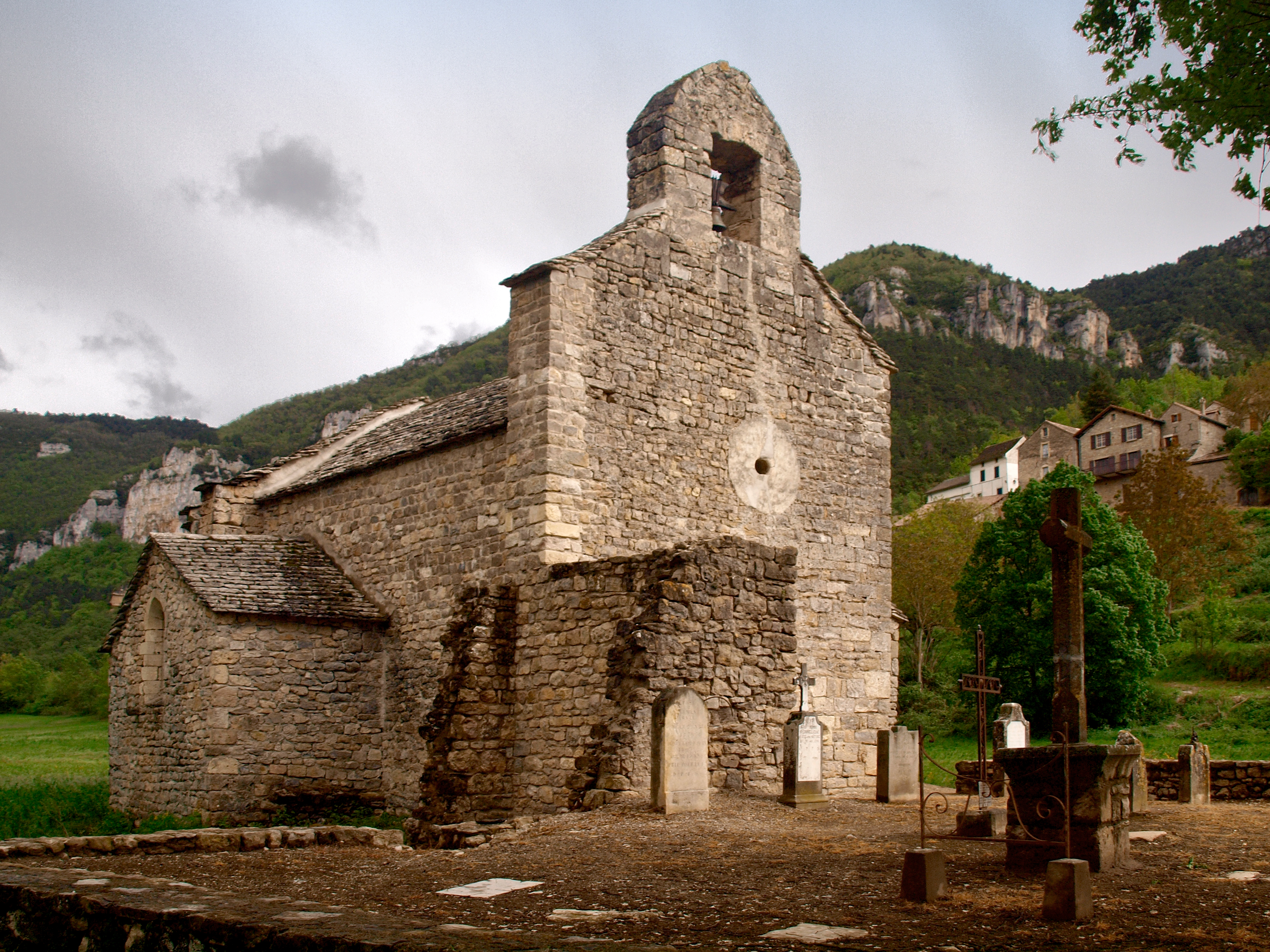
Vue Nord-ouest
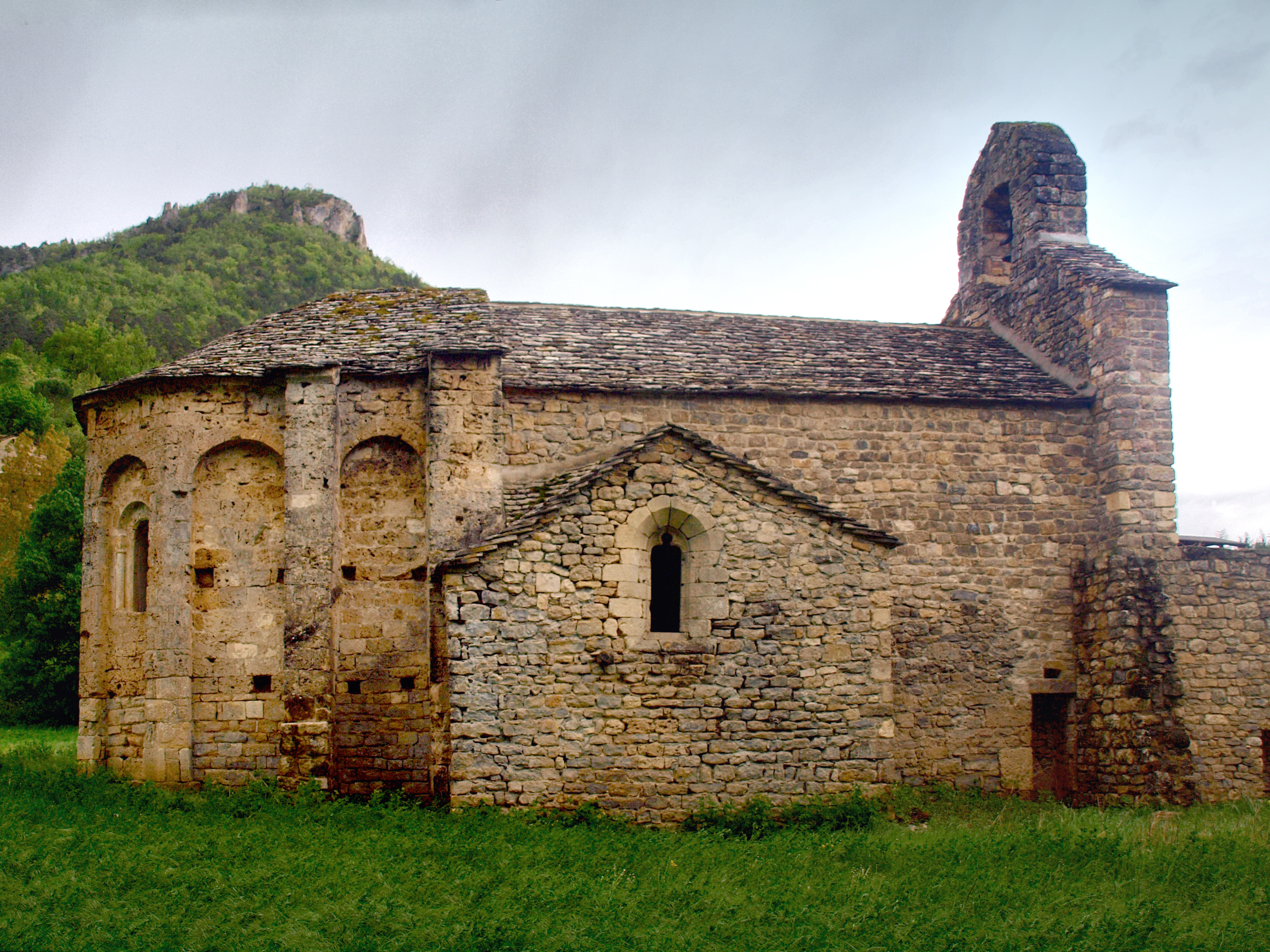
Face latérale Sud côté Tarn
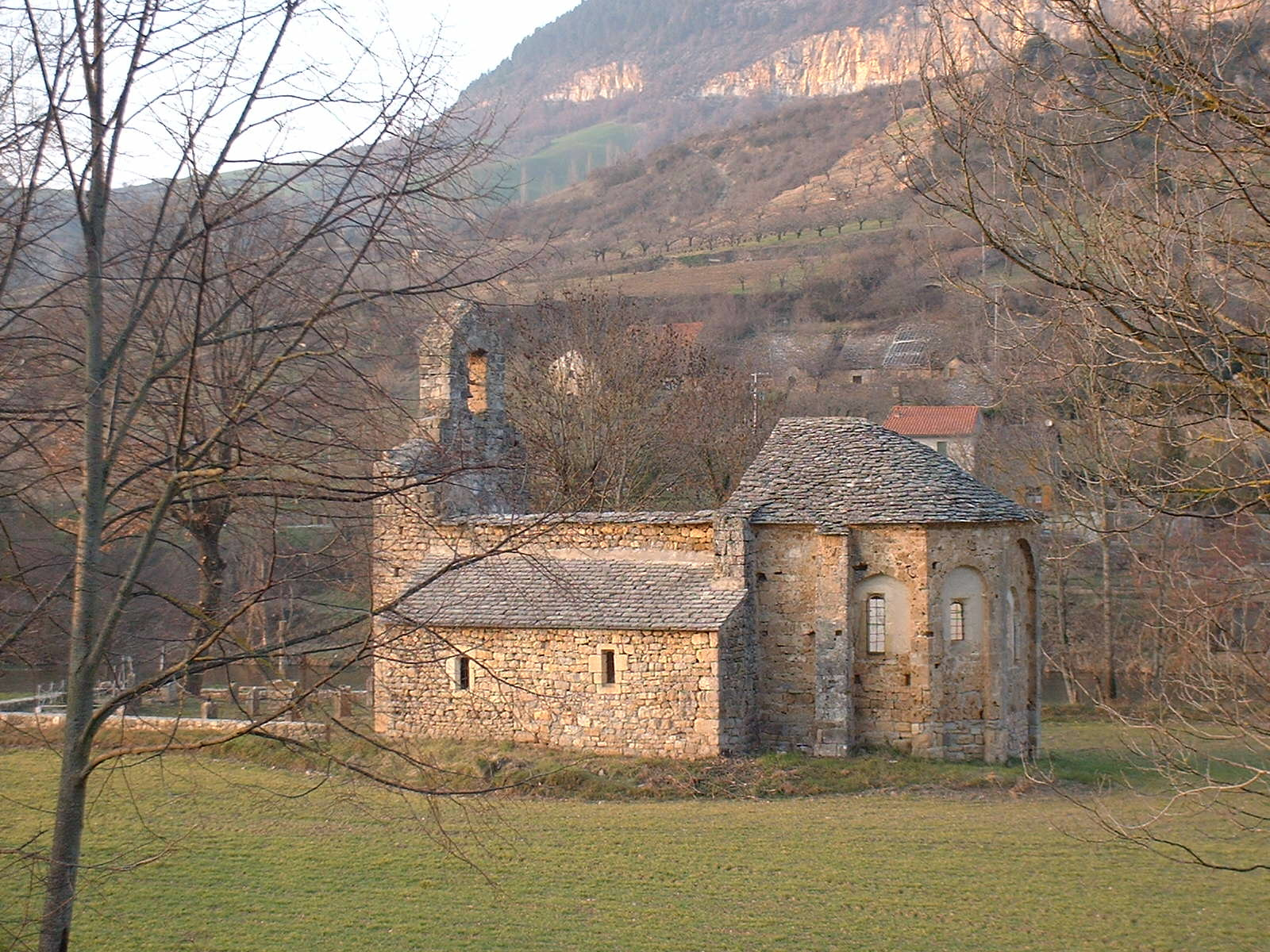

#### Église Saint-Baudile
L'église Saint-Baudile, jadis Saint-Baudile-de-Mulsac, était une annexe à La Cresse, l'église matrice étant Saint-Martin-de-Pinet. Elle devient matrice en 1801 et l’église est en partie reconstruite. De 1888 à 1893, c'est une nouvelle église qui est bâtie au cœur du village, remplaçant l'église rurale. Elle fait partie de la Paroisse Saint-Pierre de la Vallée du Tarn et du Causse Noir.
L'église renferme une stèle, bénitier  Classé MH (1930) du VIIe siècle qui serait à l'origine un autel païen gravé d'un chrisme.

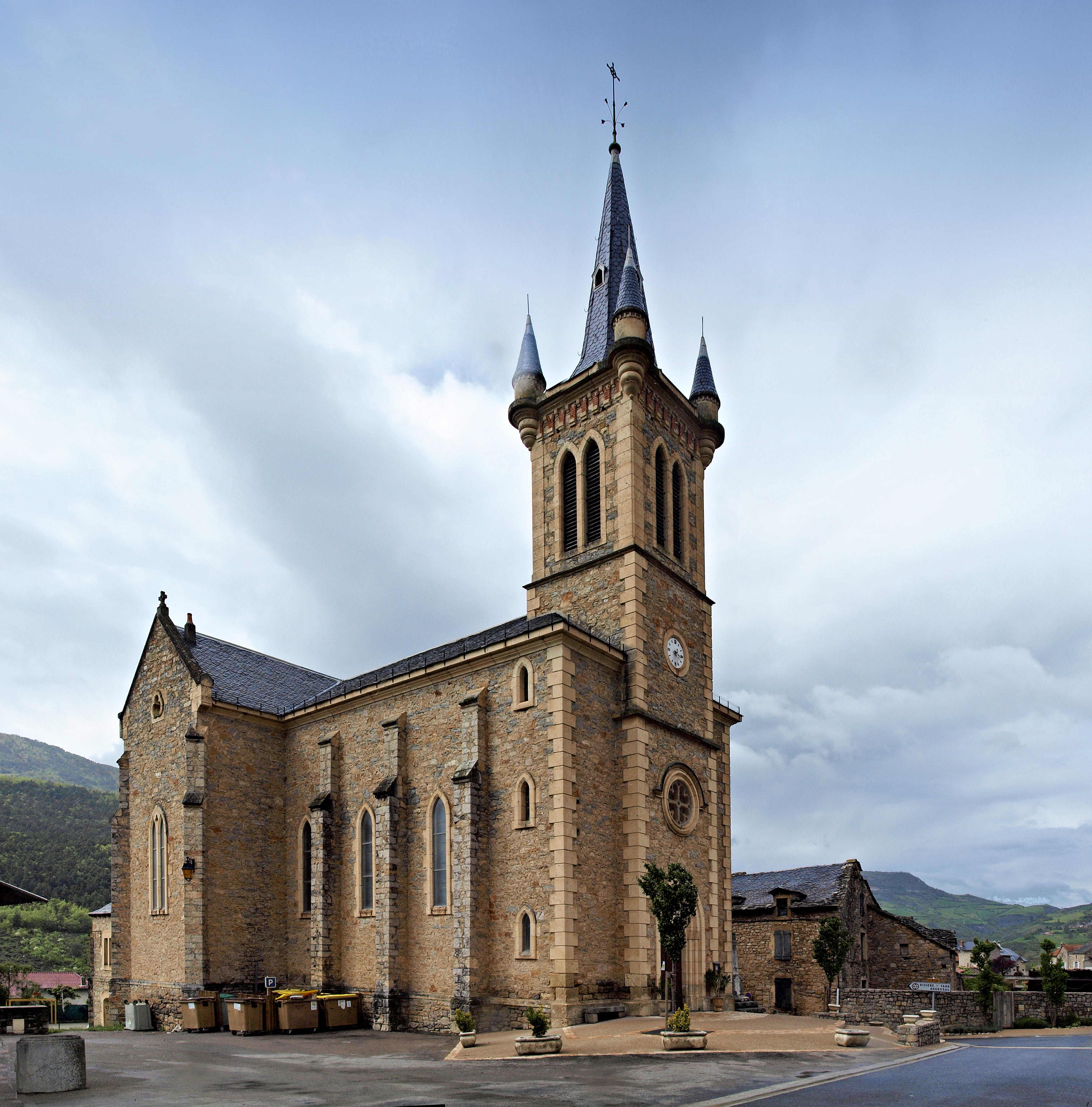
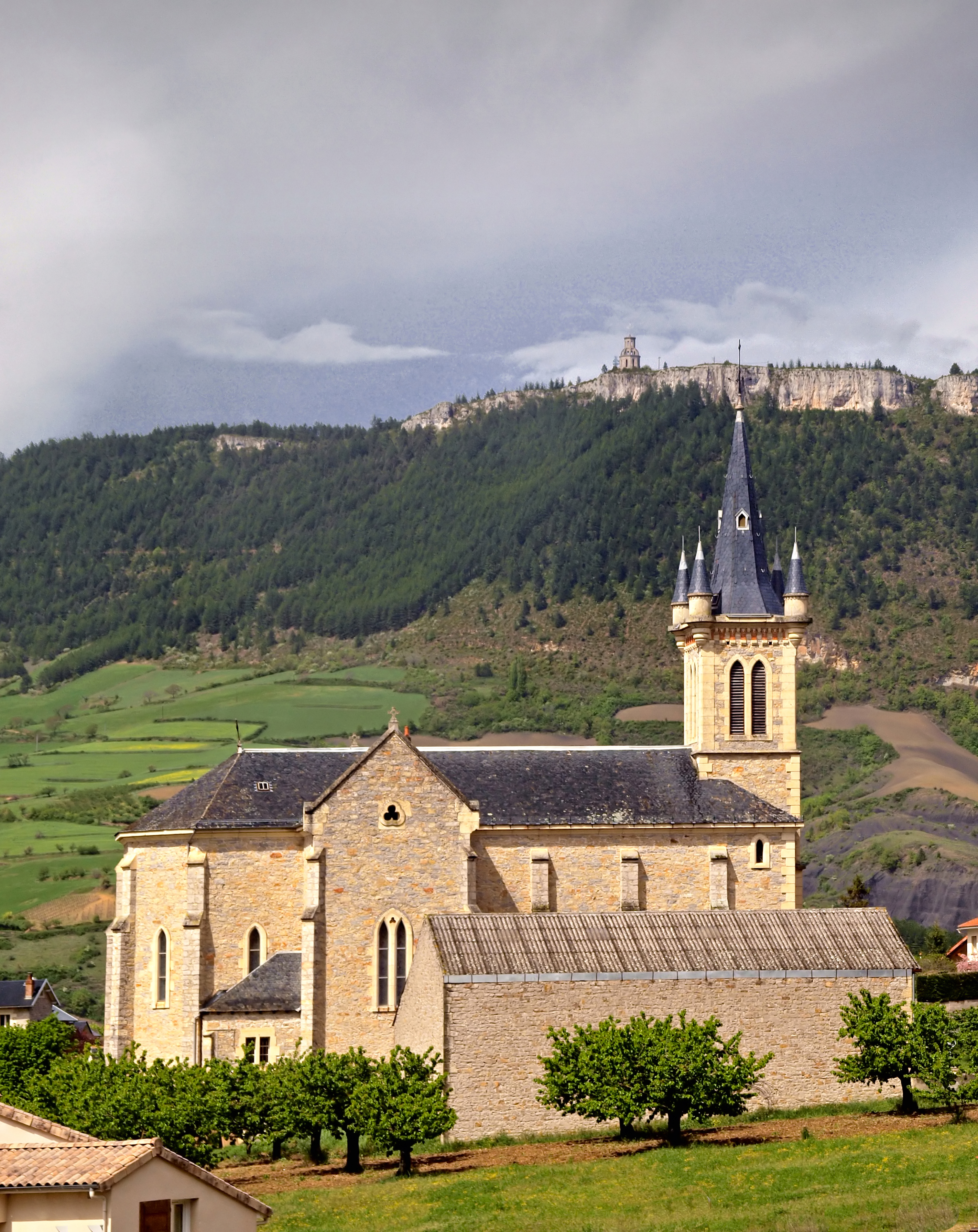

### Patrimoine civil

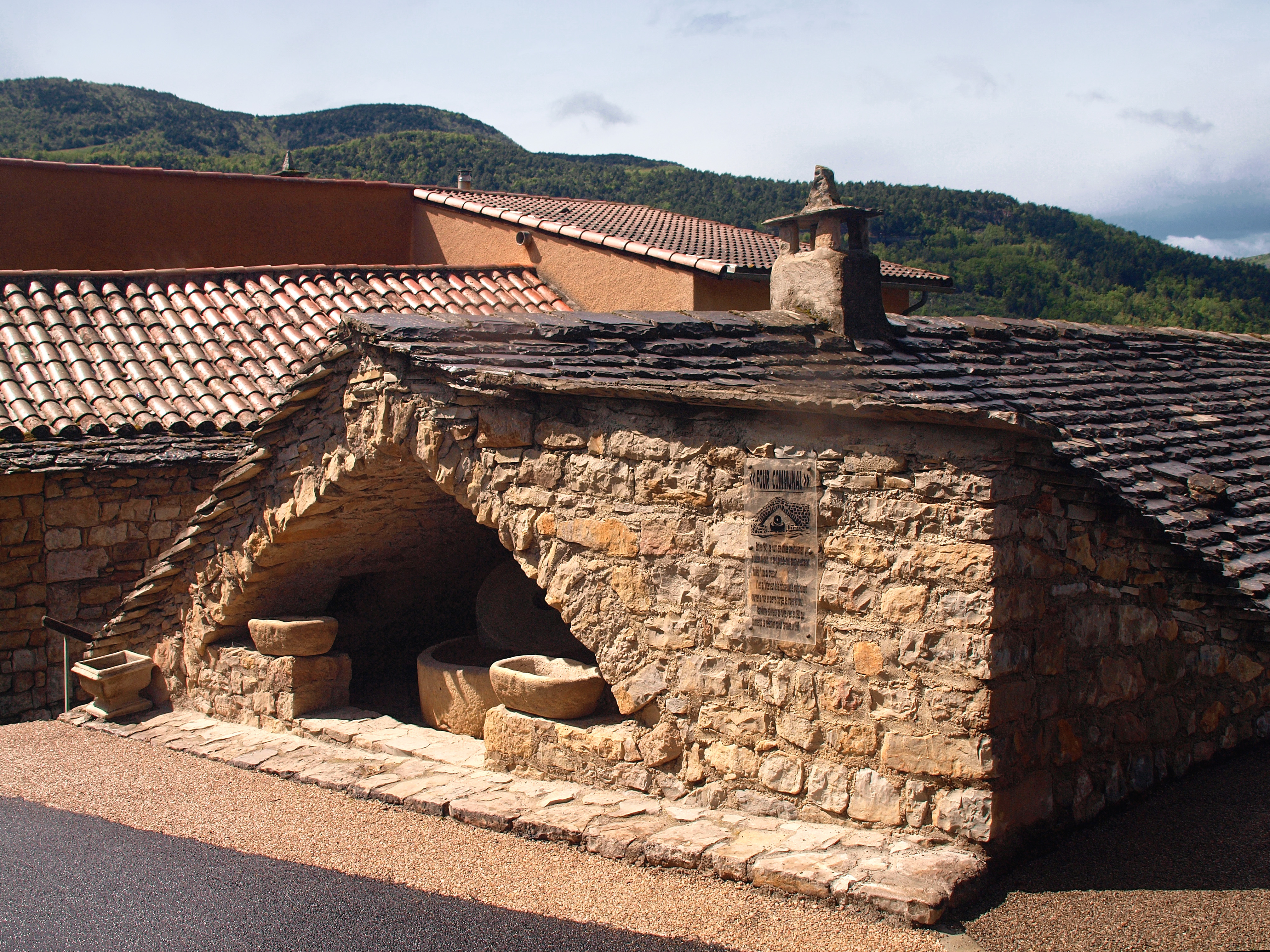
Four communal

- Four communal, bâti en 1649. Il servait autrefois à la cuisson du pain et de la pâte de noix dont on extrayait l'huile à l'aide du pressoir. Un mulet faisait tourner la roue en pierre chargée de broyer les noix. Abandonné et en ruines, le four a été restauré de 1980 à 1998.
- Monument aux morts
- Les maisons caussenardes, avec leurs toits de lauzes, certaines avec des tourelles.